# Queen Tour
Queen Tour – pierwsza trasa koncertowa brytyjskiej grupy rockowej Queen, promująca album Queen. Trwała od 13 września 1973 do 27 stycznia 1974. Koncerty tej trasy odbywały się głównie w Wielkiej Brytanii. Zespół pełnił rolę supportu dla Mott the Hoople. W programie znalazły się utwory z promowanego albumu i następnego – Queen II, a także kilka coverów, które Queen często później wykonywał na koncertach (m.in. „Jailhouse Rock”, „Be Bop A Lula” i „Big Spender”), oraz inne utwory.

## Program koncertów
1. „Procession”
2. „Father to Son”
3. „Son and Daughter”
4. „Ogre Battle”
5. „Hangman”
6. „Keep Yourself Alive”
7. „Liar”
8. „Jailhouse Rock”
9. „Shake Rattle and Roll”
10. „Stupid Cupid”
11. „Be Bop A Lula”
12. „Jailhouse Rock” (kontynuacja)

Bisy:
1. „Big Spender”
2. „Bama Lama Bama Loo”

Pozostałe utwory (rzadziej grane):
- „Stone Cold Crazy” (wczesna, wolniejsza wersja)
- „Great King Rat”
- „Modern Times Rock’n’roll” (zamiast „Bama Lama Bama Lou”)
- „See What a Fool I’ve Been”
- „I’m a Man” (szybsza wersja)

## Daty koncertów
| Data                               | Miasto              | Kraj       | Miejsce                    |
| ---------------------------------- | ------------------- | ---------- | -------------------------- |
| 13 września 1973                   | Londyn              | Anglia     | Golders Green Hippodrome   |
| 12 października 1973               | Sunderland          | Anglia     | Locarno                    |
| 13 października 1973               | Bonn                | Niemcy     | Underground, Bad Godesberg |
| 14 października 1973               | Luksemburg          | Luksemburg | Le Blow Up                 |
| 20 października 1973               | Londyn              | Anglia     | Paris Theatre              |
| 26 października i 2 listopada 1973 | Londyn              | Anglia     | Imperial College           |
| 12 listopada 1973                  | Leeds               | Anglia     | Town Hall                  |
| 13 listopada 1973                  | Blackburn           | Anglia     | St. George                 |
| 15 listopada 1973                  | Worcester           | Anglia     | Gaumont                    |
| 16 listopada 1973                  | Lancaster           | Anglia     | University                 |
| 17 listopada 1973                  | Liverpool           | Anglia     | Stadium                    |
| 18 listopada 1973                  | Hanley              | Anglia     | Victoria Hall              |
| 19 listopada 1973                  | Wolverhampton       | Anglia     | Centro Cívico              |
| 20 listopada 1973                  | Oksford             | Anglia     | New Theatre                |
| 21 listopada 1973                  | Preston             | Anglia     | Guildhall                  |
| 22 listopada 1973                  | Newcastle upon Tyne | Anglia     | City Hall                  |
| 23 listopada 1973                  | Glasgow             | Szkocja    | Apollo                     |
| 25 listopada 1973                  | Edynburg            | Szkocja    | Caley Cinema               |
| 26 listopada 1973                  | Manchester          | Anglia     | Opera House                |
| 27 listopada 1973                  | Birmingham          | Anglia     | Town Hall                  |
| 28 listopada 1973                  | Swansea             | Walia      | Brangwyn Hall              |
| 29 listopada 1973                  | Bristol             | Anglia     | Colston Hall               |
| 30 listopada 1973                  | Bournemouth         | Anglia     | Winter Gardens             |
| 1 grudnia 1973                     | Southend-on-Sea     | Anglia     | Kursaal                    |
| 2 grudnia 1973                     | Chatham             | Anglia     | Central                    |
| 6 grudnia 1973                     | Cheltenham          | Anglia     | College                    |
| 7 grudnia 1973                     | Londyn              | Anglia     | Shaftesbury Hall           |
| 8 grudnia 1973                     | Liverpool           | Anglia     | University                 |
| 14 grudnia 1973 (dwa koncerty)     | Londyn              | Anglia     | Hammersmith Odeon          |
| 15 grudnia 1973                    | Leicester           | Anglia     | University                 |
| 21 grudnia 1973                    | Taunton             | Anglia     | County Hall                |
| 28 grudnia 1973                    | Liverpool           | Anglia     | Top Rank Club              |
| 27 stycznia 1974                   | Sunbury             | Australia  | prywatna farma             |